# つばさ (2009年のテレビドラマ)
『つばさ』は、2009年（平成21年）度前期放送のNHK「連続テレビ小説」第80作で、2009年3月30日から9月26日まで放送されたテレビドラマである。

## 概要
主演の多部未華子はオーディションで1593人の中から選出された。
物語の舞台は埼玉県川越市で、埼玉県が連続テレビ小説の舞台になるのは本作が初めてで、本作で連続テレビ小説では全都道府県が舞台になった。
NHKが1969年にFM本放送を170の放送局・中継局で始めて40周年となることから、ドラマ開始前にはそれを記念した様々な特集が編成された。これに関連して、多部もコミュニティFM局の従業員となる設定であったため、関連番組やキャンペーンに起用された。また、埼玉県が舞台となっているため、地元のさいたま放送局も積極的に宣伝を行った。
クランクインは2008年11月5日、クランクアップは2009年8月14日。
2009年の平均視聴率は13.8%、最高視聴率は初回の17.7%（ビデオリサーチ調べ、関東地区・世帯）で、この年間の平均視聴率は、それまでの最低値だった前々作『瞳』の15.2%を下回り、過去最低となった。関西地区の平均視聴率11.3%も過去最低であった。

## あらすじ
20歳の主人公玉木つばさは、実家が営む老舗和菓子屋「甘玉堂」の跡継ぎ。また、出奔した母の代わりに主婦として玉木家の家事全般を行っていた。
しかしある日、母が「もう一度主婦をやる、店の跡も継ぐ」と言って帰ってきた。そして、つばさも知らなかった膨大な借金が発覚する。最終的に、祖母は現店舗を手放すことを決断する。その提案をした不動産屋は、母の借金の利子と引き換えに、つばさを返済回収人にする。貸し出し先が開局前の地元コミュニティラジオ局だったことから、いつしかつばさも立ち上げに関わることとなった。

## 登場人物
玉木つばさ（たまき つばさ）
演 - 多部未華子（10歳のつばさ：白坂奈々、3歳のつばさ：小泉颯野）
物語開始の2008年10月時点で、地元の川越市の短大に通う20歳だが、実際は玉木家の「専業主婦」。家族とは円満に暮らしてきたが、母である加乃子が帰ってきてから生活が一変する。老舗和菓子屋「甘玉堂」の借金の利子を帳消しにする代わりに貸主の斎藤の仕事を手伝うことを強制され、借金の取り立てで会った真瀬とラジオ局の開設に携わることとなる。「ラジオぽてと」では、「追い込まれるとおもしろい」という隠れたバラエティの才能を見出され、ハプニングがつきもののリポーターに抜擢される。周囲のトラブルに首を突っ込むお節介で、その解決にしばしば公共の電波を利用する。あまたま（芋菓子）を手土産に借金の取り立てに来たことから、真瀬からは「イモ」と呼ばれている。
玉木加乃子（たまき かのこ）
演 - 高畑淳子
つばさと知秋の母で、竹雄の妻。「夢を追い求める」と言って家を出て行ったが、川越まつりの際に家に戻る。とにかく自由奔放な性格で、トラブルメーカーとしての側面が強いが、意外と悩み多き人物でもある。厳しかった母・千代に対しては鬱積した思いがあり、かつての自分と立場の近いつばさには理解を示しているが、後に千代も同じような思いをしていたことを知り、その思いを遂げさせるべく、葛城のもとへ送り出す。家に戻ってきたときには多額の借金を抱えていた。かつて殺虫剤のCMに出ていたことから、特に嫌っている人からは「シュッ」と呼ばれている。
玉木竹雄（たまき たけお）
演 - 中村梅雀（2代目）
つばさと知秋の父で、加乃子の夫。加乃子に拾われるようにして和菓子職人となり、後に婿入りした。どこか頼りない父だが、つばさに恋が芽生えた際はやはり父親らしい一面も。嫌われ者の妻・加乃子を頑固なまでに溺愛している。しかしそんな彼にも知られざる過去があるらしい。
玉木千代（たまき ちよ）
演 - 吉行和子
つばさと知秋の祖母で、加乃子の母。老舗の女将としての責任感が強く、店の伝統を守ることにこだわり、家族や従業員にも厳しく教育をするが、莫大な借金を抱え、代々続く店を手放す決断をする。仮設店舗で営業することになる。後継者に決めているつばさがラジオの仕事をすることには反対だと言いつつ、結局はつばさのラジオ番組に参加し、頻繁に協力していたりする。浪岡正太郎と年の差を越えたデートをするが、正太郎の父・葛城は、かつて店のために引き裂かれた初恋の相手。葛城との再会をきっかけに、自分や加乃子を店に縛りつけていたことを反省し、加乃子と和解して自らの後継者に決め、体調のすぐれない葛城の残された時間をともに過ごすべく、川越を去る。
玉木知秋（たまき ともあき）
演 - 冨浦智嗣（5歳の知秋：小林海人）
つばさの5歳下の中学3年生の弟。学業優秀だが、父譲りののほほんとした性格。しかし実は5歳で母親が家出したショックから、加乃子が帰ってきてからも苦労が絶えず、泣き出すこともあった。姉の親友・万里に密かに恋心を抱いているようである。
斎藤浩徳（さいとう ひろのり）
演 - 西城秀樹
不動産業などを手広く行う怪しい会社「斉藤興業」を率いる。つばさの母・加乃子とは浅からぬ関係で、「カノン」「ヒロリン」と呼び合う仲。「甘玉堂」に金を貸している他、元映画館の「川越キネマ」を間貸ししている。川越キネマを人々が集まる広場にすることを夢見ていたが、念願が叶い、「もう思い残すことはない」と川越を去っていった。
水村 （みずむら）
演 - 市山貴章
斎藤の部下。赤いネクタイを締めている。
奥富 （おくとみ）
演 - 阿部亮平
斎藤の部下。白いネクタイを締めている。
大谷翔太（おおたに しょうた）
演 - 小柳友（10歳の翔太：湯山敦紀）
つばさの幼なじみで、小学生のときに同じチームでサッカーをしていた。両親の離婚で一時は川越を離れたが、大学進学に伴って川越に戻ってきた。小さいころからの夢であるプロのサッカー選手を目指しており、宮崎県にあるJ2チーム「宮崎ポロナティーヴォ」の入団テストに合格し、その夢を叶えた。その夢を追う姿は、10年ぶりに再会し、将来は専業主婦になることを決め込んでいたつばさにも影響を与える。つばさと恋仲になるも、自身の怪我が原因でチームから解雇通告を受けたことによる落胆や様々な行き違いから2人の関係はギクシャクし始め、遂につばさに別れを告げた。その後、斉藤興業に就職した。2人の先輩社員の赤と白を混ぜたピンクのネクタイをつけている。
大谷佐知江（おおたに さちえ）
演 - 手塚理美
翔太の母。翔太が小学5年生のときに夫・康一（永島敏行）と離婚して、それ以降、翔太をひとりで育ててきた。狭心症の持病を抱えている。
宇津木万里（うつぎ まり）
演 - 吉田桂子
つばさの隣家の娘かつ幼なじみで、同じ短大に通う親友。翔太の大学のサッカー部のマネージャーで、翔太に想いを寄せ、一時つばさと恋敵になってしまうが、翔太にフラれてからは、恋心と友情の間で葛藤しつつも、つばさと翔太との関係を応援している。卒業後はスポーツ誌の記者になるが、仕事はあまりうまくいかず、悶々としている。取材中の万年補欠のサッカー少年を応援するため、番組の企画で無謀なフルマラソン挑戦を宣言し、多くの人の声援を力に、完走を果たす。
宇津木泰典（うつぎ やすのり）
演 - 金田明夫
万里の父。佑子の夫。職業はとび職。竹雄の飲み友達。娘を溺愛。夫婦仲も良いが、結婚前は加乃子に想いを寄せていたことがあり、当時のラブレターが佑子に見つかって大騒ぎになった。加乃子に負わされた眉間の傷があるが、加乃子が近づくと疼くらしい。
宇津木佑子（うつぎ ゆうこ）
演 - 広岡由里子
万里の母。泰典の妻。加乃子の幼なじみでママ友。玉木家のことなら何でも知っている。夫・泰典を一途に愛し、主婦の仕事に喜びを感じている。うわさ話は「光ファイバーよりも速い」らしい。
鈴本宏夫（すずもと ひろお）
演 - 佐戸井けん太
地元のスーパーマーケット「すずもとスーパー」の社長かつ商店街振興会会長。竹雄の飲み友達。町の再開発を画策しているが、伝統もちゃんと維持しようとする。「ラジオぽてと」や玉木家との関係が発覚して城之内房子に睨まれるのを怖れており、覆面をするときもある。
鈴本俊輔（すずもと しゅんすけ）
演 - 三浦アキフミ
宏夫の息子で、「すずもとスーパー」の専務。つばさに片想いしている。登場人物の中で唯一、初回からつばさのことだけを想い続けている一途な男だが、つばさからは全く恋愛対象とは見られていない。
鈴本の妻
声 - 加藤みどり
宏夫の妻。声のみの出演。
篠田麻子（しのだ あさこ）
演 - 井上和香
竹雄たちが通う小料理屋「こえど」の女将。認知症の老人・松沢栄次（石橋蓮司）の介護ボランティアもしているが、それは、自分の人生をめちゃくちゃにした元やくざの父への恨みから、他人のふりをして父の最期を見届けるためだった。また佐伯尚樹（白井圭太）という婚約者までいた。
真瀬昌彦
演 - 宅間孝行
「川越キネマ」の住人。斎藤から借金をしながら、コミュニティーラジオ局の開設を目指している。元官僚でプライドが高く、その上身勝手で、取り立てに来たつばさを丸め込んでこき使い、勝手にラジオ局の社員にする。一見縁の無さそうな川越でのラジオ局開設にこだわっていたが、それはラジオの仕事を夢見て亡くなった妻・千波と、川越に住む娘・優花への思いからだった。つばさに対して恋心を抱くようになるが、後に横矢みちると結婚する。
真瀬千波
演 - 阿部美穂子
真瀬の妻。2005年5月23日に亡くなった。
真瀬優花
演 - 畠山彩奈
真瀬のひとり娘。2歳の誕生日に、千波が亡くなり、それ以後、川越で母方の祖父母に育てられている。6歳の誕生日に会いに来た真瀬に「お父さんなんていらない」と言った。真瀬と敏郎との和解を機に真瀬と父娘同居しているが、一筋縄ではいかない子供で、父を振り回している。つばさにはよくなついており、密かに自分のお母さんになってほしいと願っていたが、つばさに断られる。
川原敏郎
演 - 渡辺哲
千波の父。「川原製作所」を経営している。千波が亡くなったのは真瀬のせいだと恨んでいたが、つばさが番組で行った「読み聞かせ」で心境の変化があり、「（千波の死を）誰かのせいにしないと堪えられなかった」と、苦しい胸中を正直に語って真瀬と和解した。
川原妙子
演 - 白川和子
千波の母。なかなか懐かない優花に苦労している。
横矢みちる
演 - 山本未來
フリーアナウンサー。千波の幼なじみで、真瀬とは大学時代からの友人だが、本当は真瀬に恋心を抱いている。スピンオフで真瀬に電話越しにプロポーズされた。
ベッカム一郎
演 - 川島明（麒麟）
つばさが毎朝愛聴しているラジオ番組のDJ。今は売れっ子のピン芸人だが、元ロナウ二郎の相方。「ラジオぽてと」とりわけつばさのことを気に入り、東京のラジオ局で共演しようと誘う。二郎とはけんか別れの状態だが、鳴かず飛ばずの元相方のことを内心では心配している。後にスキャンダルで転落し、ロナウ二郎とコンビを再結成して出直しを誓う。
ロナウ二郎
演 - 脇知弘
「川越キネマ」の住人。アルバイトをしながら芸人をしている。人を楽しませるために自分の大切な用事をすっぽかしたり、嫌な思いをしても周囲を気遣って我慢したりしてしまう、心優しい性格。つまらないギャグを連発して禁止令を出されるが、食いしん坊で、リアルな食欲に裏打ちされた本能に訴えるグルメリポートを行う。ベッカム一郎とは昔コンビを組んでいたが、後にコンビ再結成を決意し、「ラジオぽてと」を去る。
浪岡正太郎
演 - ROLLY（ローリー）
2009年1月から「川越キネマ」の住人。実家は茶道の家元。当初は変質者と思われていたが、それは誤解で、コミュニティーラジオ局「ラジオぽてと」の試験放送でのつばさのDJに感動し、その気持ちを綴った曲をつばさに贈りたかっただけだった。その後は「ラジオぽてと」の音響を担当することとなる。浪岡は母の姓である。後にけんか別れしたままの父・葛城清之助（山本學）の体調不良を知り、家元を継ぐことを決意し、「ラジオぽてと」を去る。スピンオフでは茶仲間の松本詩織（中島ひろ子）にプロポーズする。
丸山伸子
演 - 松本明子
「川越キネマ」の住人。節約上手。化粧品会社のセールスレディー。節約の腕を買われて、「ラジオぽてと」では経理を担当。失踪した夫のことを今でも想っている。後に生活のために城之内に引き抜かれ、「ラジオぽてと」を去る。
丸山隼人
演 - 下山葵
伸子の息子。野球が大好きである。
丸山良男
演 - 太川陽介
家族に楽な暮らしをさせたいばかりに、温泉を掘り当てるなど、一山当てれば大きいがその間実入りがないような仕事しかせず、しかもその大半は失敗に終わっている。そのため借金が膨らみ、伸子に追い出される羽目となっていた。
甘玉堂の職人
演 - 岩田丸、檀臣幸、内田明、櫻井麻樹
赤字続きの「甘玉堂」が差し押さえられそうになったときに、千代の計らいで別々の和菓子屋へ移っていった。
玉木梅吉（写真）
演 - 小松政夫
つばさの祖父で、加乃子の父。甘玉堂に婿入りした職人頭だった。生前は放蕩三昧の日々で、それが店の莫大な借金の一因にもなった。長瀞に愛人と娘・紀菜子がいる。ほとんど遺影のみの登場だが、登場人物の感情によって顔が変化する設定になっている。幽霊として登場した際にラジオの男とすれ違った。
末永紀菜子
演 - 斉藤由貴
甘玉堂にパートとしてやって来た働き者の女性。実は玉木家に複雑な思いを抱いて入り込んできた、梅吉の非嫡出子。加乃子の異母妹。「自分は望まれないで生まれた」と悩むが、梅吉の自分への思いを知り、長瀞へ帰っていった。夫の富司（山下真司）は長瀞渓谷の舟下りの船頭。
ラジオの男（語り）
演 - イッセー尾形
つばさが悩んでいるとき、愛用のラジオから人間になってアドバイスしている。たまにその状態で語りをすることもしばしばある。なお、彼の姿はつばさ以外の人物には見えない。
マリア
演 - アンドレア
ビバ・マリアと名乗っていた。斎藤が加乃子との駆け落ちに失敗した後浅草に流れ着きマリアがサンバダンサーをやっていた劇場で暮らした。彼女はサンバダンスの学校を作るためにブラジルへ帰り子供達を教えていたが病死した。斎藤がサンバを愛したのはマリアを偲んでのことだった。
城之内房子
演 - 冨士眞奈美
「城之内エンタープライズ」を率いる、地元の大物企業家。川越の経済界に大きな影響力を持つ。「ラジオぽてと」の番組に出演した際に、つばさのミスのせいで恥をかかされ、激怒する。また、千代を学生時代からライバル視している。川越キネマを買い取って物産館への建て替えを計画したり、伸子を引き抜いたり、甘玉堂の旧店舗を買って玉木家に取引を持ちかけたり、何かとつばさに関わるが、玉木家やラジオぽてとへの私怨による企みか、真意は不明。
松本詩織
演 - 中島ひろ子
スピンオフに登場。

## スタッフ
- 作 - 戸田山雅司[2][3]
- 脚本協力 - 今井雅子
- 音楽 - 住友紀人[2][3]
- 主題歌 - 「愛の季節」
  - 作詞・作曲・歌 - アンジェラ・アキ、編曲 - アンジェラ・アキ・阿部尚徳（エピックレコードジャパン）
  - 放送では3番の歌詞が使用されている。
- 語り - イッセー尾形[2][3]
- 副音声解説 - 松田佑貴
- 和菓子指導 - 小林紀夫
- 料理指導 - 柳原一成
- 殺陣指導 - 車邦秀
- タイトルバック制作 - 佐内正史
- 撮影協力 - 埼玉県、埼玉県川越市、埼玉県長瀞町[注釈 3]
- エンド写真 - 本多政裕、保阪真弓
- 制作統括 - 後藤高久
- プロデューサー - 海辺潔、大杉太郎
- 美術 - 犬飼伸治
- 技術 - 田中満
- 音響効果 - 小野寺茂樹
- 編集 - 藤澤幹子
- 撮影 - 清水照夫
- 照明 - 中村正則
- 音声 - 中野俊幸
- 映像技術 - 片岡啓太
- 記録 - 津崎昭子
- 美術進行 - 日下晶博
- 演出 - 西谷真一、大橋守、亀村朋子、福井充広、大杉太郎、松川博敬、松園武大
- 制作・著作 - NHK

## オープニング
オープニングはアンジェラ・アキの主題歌『愛の季節』をバックに、ヒロイン・つばさを演じる多部未華子を撮影した静止画をスライドショー形式にしたもの。写真家の佐内正史が撮影、制作を担当し、埼玉県川越市の街角で1日で撮影された。『NHK連続テレビ小説 つばさ 写真集』として、朝ドラ史上初めての写真集も発売された。

## エンディング
エンディング5秒は、彩の国各地の家族や地域、仕事等さまざまな絆で結ばれた人々を案内している。以下に、各市町村別にてその一覧を紹介する（さいたま局『つばさ情報』内の「絆（きずな）」写真館を参照）。最終回の絆は「笑顔で『またね!』」と玉木家が登場。なお市町村名については、本放送当時のまま記述する。
| 川越市     | 親子であめ作り、孫十二代目祖父十代目、交通安全母の会、"川越祭り"が生きがい、文化財の山車が自慢、130年の歴史を誇る山車、人力車引いてます、和菓子作って四代目、火縄銃の伝統を守る、女子消防団で"火の用心"、川越案内はお任せ!、いも菓子いろいろあります、夫（せ）はイケメン芋そうめん、サクサクの芋せんべい、親子でものづくり最前線、グラウンド整備はおまかせ!、特産のイモにこだわります、一面の小松菜に囲まれて、サツマイモ料理でおもてなし、ご近所の味 名物やきそば42年、小江戸の庭園を守る、歴史の街を花いっぱいに、本場川越サツマイモビール、押忍（おす）! 未来の空手マスター、銀幕に夢を映し続けます、防犯はお任せ! ご近所の底力、復活! 小江戸の銘酒 |
| 草加市     | 昔ながらの手焼きせんべい、このツッパリにかける |
| 川口市     | "キューポラの町"今も、世代を超えるベーゴマの輪、キューポラ定食で鉄分補給、涼を呼ぶ“釣り忍” |
| 深谷市     | 甘いネギはいかが?、深谷の味だよ 煮ぼうとう、おいしい漬け物できました!、ユリに一筋40年 |
| さいたま市 | 目指せ! Jリーガー、サッカー大好き!、盆栽に夢を見つけて、小さな園の大きなクマキチ、晴れの日を撮りつづけ、わが町のオグリキャップ、尺八で懐かしのメロディー、素材（チタン）は硬いがアタマは柔らか |
| 蕨市       | 江戸時代から続くウナギの味、和楽備（わらび）茶漬けで町おこし! |
| 東松山市   | 豚肉だけど"やきとり"です、一筆入魂! 書道ガールズ |
| 所沢市     | アツアツの焼だんご、華麗なるヒコーキ野郎、オレたちひょうたん族、口伝の祭り囃子 |
| 加須市     | コシが自慢の手打ちうどん、鯉に恋して60年、白球に賭ける女子高生魂、白球に想いを込めて |
| 越谷市     | 新名物!鴨ねぎ鍋、鼻高々なだるまさん、愛 ラブ 兜、彫刻刀ひと筋に鍛冶（かじ）職人、第二の人生はカントリーロード、畜産はたくさんの愛情をこめて |
| 吉川市     | なまずの里で200年 |
| 羽生市     | 藍こそはすべて、“いがまんじゅう”はいかが? |
| 春日部市   | 桐たんすで夫婦円満!、大凧に夢を乗せて、昔懐かし麦わら帽子 |
| 狭山市     | 一家でチャチャ茶、夢はなでしこジャパン!、世界級のビリヤードキュー作り |
| 入間市     | お茶と歩む"夫婦道" |
| 秩父市     | 造り酒屋 13代目、紫おばあちゃんのホルモン焼き、秩父夜祭を彩るお囃子（はやし）、秩父の味“みそポテト” |
| 日高市     | 昔ながらの醤油（しょうゆ）作り、神職が守り継ぐ築400年の古民家 |
| 八潮市     | 白玉粉製造 |
| 鴻巣市     | 人生に花を添えよう |
| 飯能市     | 復興を支えた林とともに、廃材でカヌー作ってます!、天まで届け 青春の音色、明治の浪漫（ろまん）で町おこし、安全と快適を守って80年 |
| 鳩ヶ谷市   | 釣竿は竹にかぎる |
| 朝霞市     | フルート作りに魅せられて |
| 戸田市     | ボートで青春まっしぐら |
| 志木市     | カッパの町の看板娘 |
| 新座市     | 特産にんじん甘さで勝負! |
| 和光市     | 江戸の民家を守ります |
| 富士見市   | 演劇で地域にパワーを |
| ふじみ野市 | ワンダフルな仲間たち |
| 熊谷市     | 食べ応えあり"ジャンボ"いなり、暑い日はかき氷をどうぞ、C58（シゴハチ）はまだまだ現役、明日に向かってトライ!、200年変わらぬ伝統の銘菓、“お蚕（かいこ）さん”と共に生きる |
| 鶴ヶ島市   | 今も残る雨ごいの龍神様 |
| 桶川市     | 「お帰りなさい」紅花の里へ |
| 北本市     | トマトの心は甘酸っぱい |
| 蓮田市     | 自然保護は鳥の気持ちで |
| 上尾市     | チームワークで防げ!水の事故 |
| 本庄市     | “つみっこ”はふるさとの味、絣（かすり）を織り成す夫婦愛 |
| 幸手市     | トロッコはまだまだ健在! |
| 三郷市     | 自慢の米は愛と鴨で |
| 行田市     | 名対局に匠の業（わざ）あり、家族愛でロボコン連覇!、名物“フライ”をお試しあれ!、足袋（たび）を履けば足元華やか |
| 坂戸市     | ビタミンたっぷり! "葉酸ブレッド" |
| 久喜市     | 武芸百般 承ります |
| 小川町     | 親子三代和紙作り |
| 宮代町     | 動物の言葉 わかります! |
| 越生町     | 大粒梅干しで、おかわり!、残暑吹き飛ばす一文字団扇（うちわ） |
| 三芳町     | 芋づる式に広がる笑顔 |
| 鳩山町     | ヘルシー! 黒大豆うどん |
| 川島町     | "すったて"は故郷の夏の味 |
| 嵐山町     | 国蝶オオムラサキを守る |
| 滑川町     | わたしたちが育てるミヤコタナゴ |
| 上里町     | 親子で水菜栽培 |
| 吉見町     | 四世代で育ててます! |
| 毛呂山町   | 900年の伝統をこの矢に乗せて |
| ときがわ町 | しいたけをあなたに |
| 横瀬町     | 江戸の伝統 ふくさ人形 |
| 菖蒲町     | 広めよう 農業の輪 |
| 杉戸町     | 道の駅はお野菜天国! |
| 白岡町     | 名物コロッケを召し上がれ |
| 長瀞町     | イケメン船頭 奮闘中!、カヌーに乗らんカヌー?、長瀞案内はおまかせ、がんばれ! 森のお医者さん、ラフティングは団結力! |
| 皆野町     | 天然氷でクールな夏を、みんなで踊ろう 秩父音頭 |
| 伊奈町     | バラのことはおまかせあれ! |
| 松伏町     | スナッグゴルフのハニカミ王子 |
| 寄居町     | 暮らしを潤す風布（ふうっぷ）の名水 |
| 神川町     | 文句ナシにおいしい梨 |
| 美里町     | 夏の夜の夢咲かせます、ベリーグッドなブルーベリー |
| 北川辺町   | 愛情コメたお米は格別 |
| 大利根町   | ふるさとへの想いを歌う |
| 栗橋町     | 母ちゃんの手作りみそ |
| 鷲宮町     | いにしえの神楽（かぐら）を未来へ |
| 小鹿野町   | みんな主役 小鹿野歌舞伎、仰天ボリューム! 自慢のカツ、暮らしに生きる毘沙門（びしゃもん）の水 |
| 騎西町     | 江戸っ子も愛した酒の味 |
| 東秩父村   | 健やかな牛に育てます、自慢の手作りこんにゃく |

## 放送日程
- 2009年8月6日のNHK総合での本放送は広島平和記念式典の生中継により、8時37分開始。

| 週                                                                    | 回        | 放送日            | サブタイトル                 | 演出     |
| --------------------------------------------------------------------- | --------- | ----------------- | ---------------------------- | -------- |
| 1                                                                     | 01 - 06   | 3月30日 - 4月04日 | ハタチのおかんとホーローの母 | 西谷真一 |
| 2                                                                     | 07 - 012  | 4月06日 - 4月11日 | 甘玉堂よ、永遠に             | 西谷真一 |
| 3                                                                     | 013 - 018 | 4月13日 - 4月18日 | 家族の周波数                 | 西谷真一 |
| 4                                                                     | 019 - 024 | 4月20日 - 4月25日 | つばさよ、あれが恋の灯だ     | 大橋守   |
| 5                                                                     | 025 - 030 | 4月27日 - 5月02日 | 運命の人                     | 大橋守   |
| 6                                                                     | 031 - 036 | 5月04日 - 5月09日 | 父のぬくもり                 | 西谷真一 |
| 7                                                                     | 037 - 042 | 5月11日 - 5月16日 | もうひとつの家族             | 大橋守   |
| 8                                                                     | 043 - 048 | 5月18日 - 5月23日 | 親子の忘れもの               | 福井充広 |
| 9                                                                     | 049 - 054 | 5月25日 - 5月30日 | 魔法の木の下で               | 福井充広 |
| 10                                                                    | 055 - 060 | 6月01日 - 6月06日 | 愛と憎しみの川越             | 西谷真一 |
| 11                                                                    | 061 - 066 | 6月08日 - 6月13日 | 愛の複雑骨折                 | 大橋守   |
| 12                                                                    | 067 - 072 | 6月15日 - 6月20日 | 男と女の歌合戦               | 大杉太郎 |
| 13                                                                    | 073 - 078 | 6月22日 - 6月27日 | 恋のバリケード               | 大杉太郎 |
| 14                                                                    | 079 - 084 | 6月29日 - 7月04日 | 女三代 娘の初恋              | 西谷真一 |
| 15                                                                    | 085 - 090 | 7月06日 - 7月11日 | 素直になれなくて             | 福井充広 |
| 16                                                                    | 091 - 096 | 7月13日 - 7月18日 | 嵐の中で                     | 西谷真一 |
| 17                                                                    | 097 - 102 | 7月20日 - 7月25日 | さよなら おかん              | 福井充広 |
| 18                                                                    | 103 - 108 | 7月27日 - 8月01日 | 二十歳の夏の終わりに         | 大橋守   |
| 19                                                                    | 109 - 114 | 8月03日 - 8月08日 | 太陽がいっぱいだ             | 西谷真一 |
| 20                                                                    | 115 - 120 | 8月10日 - 8月15日 | かなしい秘密                 | 亀村朋子 |
| 21                                                                    | 121 - 126 | 8月17日 - 8月22日 | しあわせの分岐点             | 大橋守   |
| 22                                                                    | 127 - 132 | 8月24日 - 8月29日 | 信じる力                     | 福井充広 |
| 23                                                                    | 133 - 138 | 8月31日 - 9月05日 | 旅立ちのうた                 | 松川博敬 |
| 24                                                                    | 139 - 144 | 9月7日 - 9月12日  | あなたを守りたい             | 西谷真一 |
| 25                                                                    | 145 - 150 | 9月14日 - 9月19日 | 最後のラブレター             | 松園武大 |
| 26                                                                    | 151 - 156 | 9月21日 - 9月26日 | 二度目の春                   | 西谷真一 |
| 平均視聴率 13.8% （ビデオリサーチ調べ、関東地区・世帯・リアルタイム） |           |                   |                              |          |

## 視聴率と評価
かつて久世光彦が演出したホームドラマ（『寺内貫太郎一家』など）のような家庭内のドタバタシーンや突然のサンバダンサー登場などの演出に対し、午前8時15分から放送されるドラマにしては「テンションが高すぎる・うるさい」といった声もあった。
1. Yahoo! JAPANの「みんなの感想」では2009年10月3日時点で星5は53%・星4は13%・星3は7%・星2は5%・星1は20%と好みがハッキリした[15]。
2. 毎日新聞の調査による「不評」と「好評」の比率は、放送開始2か月目では7：3であったが、9月3日では3：2になった[16]。

制作統括の後藤高久は、NHK上層部からの演出変更指示（詳細は#その他）に従わなかった理由について「『つばさ』が好きだという稀有なファンとの信義にもとるから」とし、本作品がごく一部にしか受け容れられなかったことを自認した。平均世帯視聴率は13.8%にとどまったものの、一部に熱心なファンが存在し、放送終了後も作品に関連した活動が続いている。
なお、主演の多部未華子は本作での演技が評価され、2010年にエランドール賞新人賞、2011年3月には『デカワンコ』（日本テレビ）で第68回ザテレビジョンドラマアカデミー賞最優秀作品賞と主演女優賞を受賞と、彼女のコメディエンヌとしての才を活かせなかった本作に対し、脚本家のねらいをドタバタ劇にしてしまった演出とプロデューサーの責任が重い、との批判が出た。

## スピンオフ・ドラマ
いずれもNHK総合で放送。
- 「好きと言えなくて 青春編」（2009年12月19日3時 - 3時10分（18日深夜）、22日2時25分 - 2時35分（21日深夜）、27日14時15分 - 14時25分）
- 「好きと言えなくて 中年編」（2009年12月19日3時10分 - 3時20分（18日深夜）、23日2時40分 - 2時50分（22日深夜）、28日13時45分 - 13時55分）

## 総集編
いずれもNHK総合で放送。
- 前編 2009年12月29日 8時15分 - 9時44分
- 後編 2009年12月30日 8時15分 - 9時44分

## 関連商品
ドラマガイド
- 『NHKドラマ・ガイド 連続テレビ小説 つばさ』（NHK出版 ISBN 978-4-14-923552-3 2009年3月25日発売）

ノベライズ
- 『NHK連続テレビ小説 つばさ（上）』（NHK出版 ISBN 978-4-14-005559-5 2009年3月28日発売）
- 『NHK連続テレビ小説 つばさ（下）』（NHK出版 ISBN 978-4-14-005560-1 2009年8月25日発売）

写真集
- 『NHK連続テレビ小説 つばさ 写真集 多部未華子』（NHK出版 ISBN 978-4-14-081368-3 2009年4月24日発売）

楽譜
- 『オリジナル楽譜 NHK連続テレビ小説 つばさ「愛の季節」』（NHK出版 ISBN 978-4-14-055289-6 2009年9月5日発売）

CD
- 「愛の季節」（エピックレコードジャパン 初回生産限定盤 ESCL-3268〜ESCL-3269 通常盤 ESCL-3270 2009年9月16日発売）
- 『NHK連続テレビ小説「つばさ」オリジナル・サウンドトラック』（ポニーキャニオン PCCR.00479 2009年6月17日発売）

DVD
- 『つばさ 完全版 DVD-BOX I』（バップ VPBX-15961 2009年8月21日発売）
- 『つばさ 完全版 DVD-BOX II』（バップ VPBX-15962 2009年10月21日発売）
- 『つばさ 完全版 DVD-BOX III』（バップ VPBX-15963 2009年12月23日発売）
- 『連続テレビ小説 つばさ 総集編』NSDS-14469 2010年3月26日発売

## その他
- 静止画を多用したオープニング映像は、2003年度上半期の『こころ』以来6年ぶりとなる。写真は佐内正史によるもので、スライドショー形式の映像化も含めて担当している。佐内を起用したのは大橋ディレクターで、佐内の写真集「a girl like you」の女優たちの自然な表情が印象的だったからという。また、佐内を起用することで話題性も狙ったと語っている。撮影はドラマの舞台である川越市で1日かけて行われた。多部が川越を散策する様子を撮影したスナップ写真のように見えるが、実際は大橋ディレクターが演技をつけた「演出写真」がほとんどである。多部が紫のパーカーを着ている数カットは「家出した加乃子を探す玉木つばさ」をテーマに演出されていて、第3週のストーリーと関連づけられている。佐内は「玉木つばさと多部未華子の中間」のような表情を狙って撮影しており、大橋ディレクターも「（完全に玉木つばさには見えないように）ドラマの中で使用する服はあえて着せなかった」としている。この日に撮影された写真は、連続テレビ小説史上初めての写真集としても出版された。なお、オープニング映像は2バージョンあり、玉木つばさが21歳となる第109回からはオープニングの写真が一部変更されている。多部は109回からのオープニングの写真では、仙波東照宮の階段に立つカットが一番気に入っていると公式ホームページで語っている。
- 第2週まで登場する蔵作り通りの甘玉堂のセットは、倉庫の蔵も含めて1階部分全体が作られており、スタジオ全体を占めるほどの規模だった。そのため、部屋から部屋へキャストが移動しながら演技するようなシーンでも、カメラを止めることなく撮影することができた。また、それが映像のライヴ感につながっている。このような大河ドラマのような大規模なセットは朝ドラでは珍しいという。
- セットの中で重要な役割を占めているトロッコは、もともとの脚本にはなかった。川越の蔵作りの商家を取材した際、西谷チーフディレクターがトロッコを気に入り、ぜひ脚本に取り入れたいと言ったことから、セットにも取り入れられることになった。なお、ロケで甘玉堂として使われた蔵作りの商家にも、実際にトロッコがある。

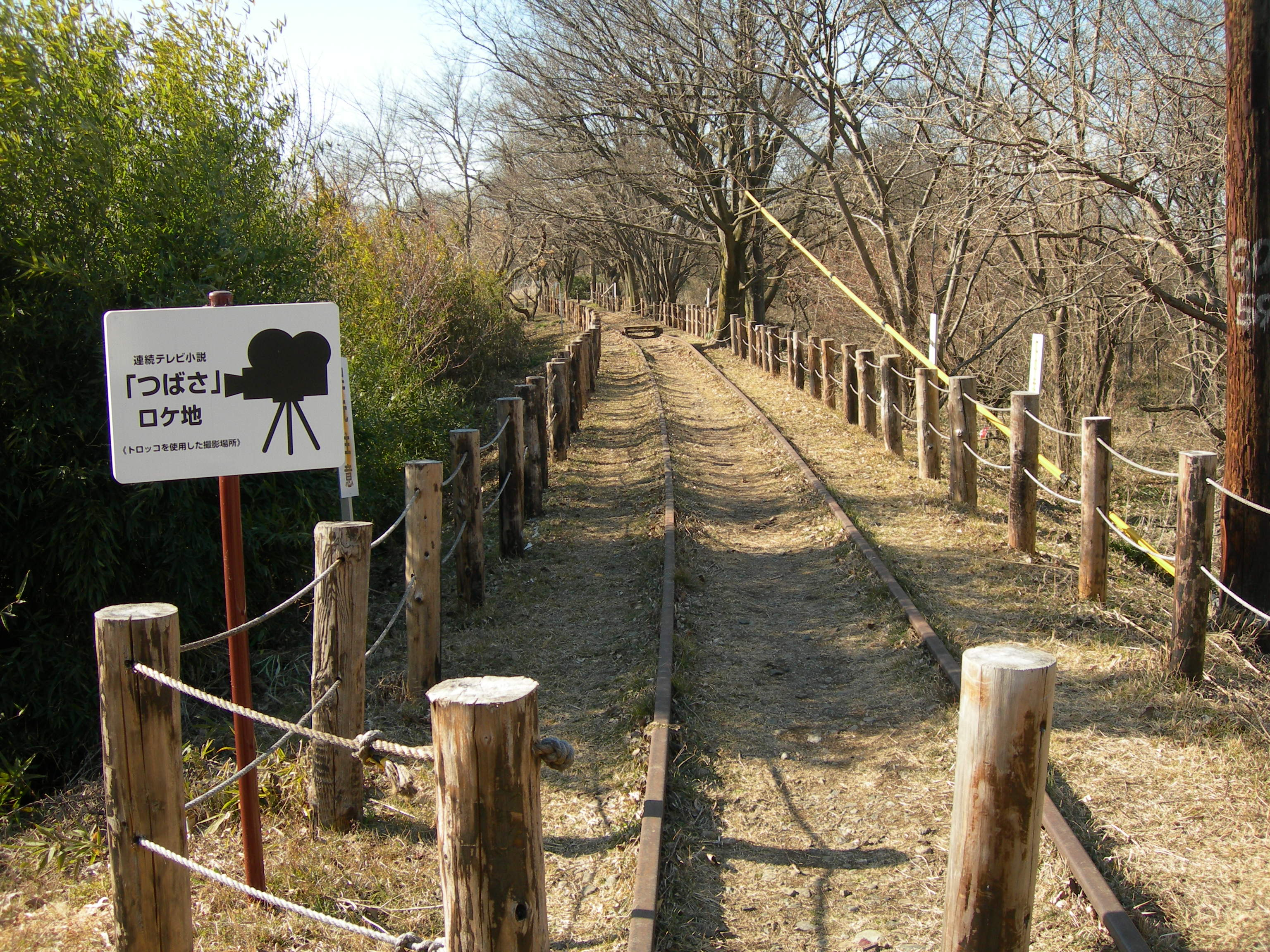
オープニング映像やトロッコのシーンなどが撮影された西武安比奈線。

- NHKが2007年度から始めた、新社会人、新学生、新しい生活を始める方を応援するキャンペーン「がんばれ。ルーキー!」のキャラクターは、『どんど晴れ』の比嘉愛未、『瞳』の榮倉奈々に続いて、本作の多部未華子と、3年連続で朝ドラヒロインが務めている。
- プロデューサーの海辺潔は、制作途中で大阪局に転勤となり、2010年度後期連続テレビ小説「てっぱん」の制作統括となった。この作品にサンバを取り入れようと言い出したのが海辺だったという[22]。また、川越キネマの外観にある映画看板に描かれた男優は、海辺をモデルにNHKの美術スタッフが描いたもの。
- 「これまでにない朝ドラ」を目指し、音楽にも新しい取り組みが多くなされている。西谷チーフディレクターから「たとえば、普通は使わない楽器なども使って」というリクエストに対して、音楽担当の住友紀人はウルグアイのハープ“アルパ”、ロシアのバラライカ、インドのシタール、イギリスのバグパイプなどを使用している。アルパは録音する段階になって出せない半音階があることがわかって大慌てしたり、シタールのミュージシャンが見つからないなどの苦労があったという。なお住友は「つばさ」のサントラを、劇中で使われるラジオ番組のジングルからCMソングにいたるまで、100曲以上をすべて作曲している。
- 挿入歌の「あなたが好き」（ROLLY）、「ビバマリア」（前田優子）は、サウンドトラックとは別にオンラインで販売された。ただし「あなたが好き」はドラマとはアレンジが異なる。これは、もともとROLLYが多部の誕生日のプレゼント用にレコーディングしたバージョンで、「ROLLYが紅白歌合戦に出場して『あなたが好き』を歌っている」という体裁になっている。なお、ROLLYは2009年の紅白歌合戦に、平原綾香とともに実際に出場を果たしている。その際に使用したギターは「つばさモデル」といい、ヘッドの部分に「つばさ」の文字がある。第155回の冒頭でも、ROLLYがそのギターを弾いているのを見ることができる。fホールのついたテレキャスターに、ストラトキャスターのようなピックアップとトレモロアームがついたギターである。
- 「お茶の間にあがりこむサンバダンサー」「つばさの部屋になぜか出現する時の鐘のミニチュア（普段はセットの背景）」などの演出に、NHK上層部からはさまざまな「禁止令」が出された。しかし後藤チーフプロデューサーは、「結局、僕らはぜんぶそのままやっちゃいました」と2009年12月の「つばさファンオフ会」で語った。その理由として「途中で変えてしまったら、『つばさ』が好きだという稀有なファンとの信義にもとるから」とした[17]。
- チーフプロデューサーの後藤は、「つばさ」の試写を観た上司から「辞表の2、3枚も書いておけ」といわれた[23]。「つばさ」の制作が終わったあと、しばらくして後藤とチーフディレクターの西谷は、NHKエンタープライズに転籍している。
- 「つばさの部屋に出現する時の鐘」や「〈らくらくお掃除せんじゅくん〉を唐草ふろしきで隠して演技する加乃子」など、後藤チーフプロデューサーいわく「アウトに近い」演出のシーンを、西谷チーフディレクターは「話せば止められる」ので、後藤には相談せずに撮影した。自席のモニターでこの撮影に気がついた後藤は「あぁ、やっちゃったな…」と思ったという。しかし撮影する前なら止めたかもしれないが、もう撮影に入っているものを止めようとは思わなかったと語っている。
- チーフディレクターの西谷が演出した第6週は、書き割りを使ったシーンなど、これまでの朝ドラではありえないようなシーンが多かった。この週を後藤チーフプロデューサーは「朝ドラの草原をナパーム弾で焼き尽くしたような週」と表現している[注釈 6]。
- 音楽担当の住友紀人の公式ホームページによると、クランクアップの打ち上げの席で、NHK局長は「つばさ」を評して「よい意味でも、悪い意味でも、歴史に残る作品でした」と挨拶したという。
- NHK-FM放送開局（本放送としての）40周年記念事業として制作された作品であり、同年3月1日の放送から多部がアナウンスを入れたジングル「Believe in music, Believe in voice NHK-FM（40Years Anniversary）」（作曲・坂本龍一）が放送され、現在も番組の切り替えなどで、括弧くくりの箇所を削除した上で頻繁に放送されている。
- 2009年10月10日、川越市の旧鏡山酒造跡（現 小江戸蔵里）において、「つばさ記念碑」の除幕式が行われた。当日は制作側から後藤チーフプロデューサーとロナウ二郎役の脇智弘が参加した。記念碑は「つばさ」の放送を記念するもので、「つばさ」のロゴを縦に置いたような形をしている。下部には黒い甘玉をイメージした球体が付けられている。
- 2010年10月16日、17日に開催された川越まつりには、ロナウ二郎役の脇知弘が川越観光グルメ大使として参加した。
- 関連項目にある通り、史実ではコミュニティ放送局がなかった川越市に、2020年になってコミュニティ放送局が誕生する運びとなった。

### オフ会、ファンクラブ
- 2009年12月6日、川越市内で「つばさファンオフ会」というNHK主催のふれあいイベントが開かれた。参加希望者が予想を大幅に上回ったため、当初の定員40名を100名に増やしたがそれでも抽選となった。同日の日中、スピンオフドラマの撮影に参加したキャストのほか、音楽担当の住友紀人も参加。キャストやディレクターによる制作秘話のほか、サウンドトラックでヴォーカルを担当した前田優子、DEN、minako"mooki"obata、矢幅 歩に、キャストのROLLYを加えてライヴ演奏も披露された。「つばさファンオフ会」の様子は、総集編DVDの特典映像としてダイジェスト版が収録されている。
- 2010年2月14日、「つばさファンオフオフ会」というNHK主催のふれあいイベントが渋谷の放送センターで開催された。これは2010年2月1日をもって「つばさ」公式掲示板が投稿の受付を終了するのを記念して、4000番のキリ番を踏んだ投稿者を「投稿王者」に、3900番以降、50番ごとのキリ番を踏んだ投稿者、および最後の投稿者を「投稿同志」として招待するというもの。このイベントの発表時点で投稿数は3800強だったが、2月1日の投稿締め切りまでに4200以上に投稿数が伸びた。イベント当日のメニューは、（1）放送センター内の試写室において、投稿王者が選んだ「つばさ」のエピソードの鑑賞会、（2）「つばさ」が制作された105スタジオやリハーサル室など、普段は見ることができない放送センター内の見学ツアー、（3）制作スタッフと招待されたファンの座談会だった。制作スタッフは、後藤チーフプロデューサー、西谷チーフディレクター、福井ディレクターが参加。招待されたファンは20名だった。
- 2010年3月28日、川越市の旧鏡山酒造跡（現 小江戸蔵里）で開催されていた「つばさ展」の最終日に合わせて、つばさファンクラブのイベントが開催された。ゲストとして後藤チーフプロデューサーが訪れ、撮影のエピソードの紹介やファンとの質疑応答を行った。なお「つばさ展」で展示されていたセットや小道具の一部は現在、「川越まつり会館」に展示されている。
- 2010年6月26日、つばさファンクラブによる「第1回つばさ学会」が渋谷のNHK放送センターで開催された。内容は試写室における第1週の鑑賞会と、会議室に場所を移して行われたつばさファンクラブ会員による「つばさ」の研究発表だった。当日はNHKから後藤チーフプロデューサー、西谷チーフディレクター、大橋ディレクターが参加した。研究発表の後、参加した会員と制作スタッフによる質疑応答も行われた。このつばさ学会は、半年に1回の開催を予定している。
- 2010年8月1日、ドラマの舞台である埼玉県川越市で「川越百万灯まつり」が開催されるのにあわせて、ロケで使用された蔵づくりの商家が再び「甘玉堂」として復活した（NHKから川越市に譲渡された看板、のれんなどの美術小道具を使用）。また、つばさファンクラブが中心となり、半径数百メートルの範囲だが「ラジオぽてと」としてFM放送を実施。当日は後藤チーフプロデューサー、西谷チーフディレクター、真瀬優花役の畠山彩奈（当時）が駆けつけてゲスト出演した。真瀬昌彦役の宅間孝行、宇津木泰典役の金田明夫も録音でメッセージを寄せている。
- 2010年12月5日、つばさファンクラブによるラジオぽてとのFM放送を再び実施する準備として、川越市の蔵づくり通りを中心に電界調査が行われた。この調査は、誰もが気軽に参加できるイベント形式で行われた。
- 『てっぱん』の12月28日の放送で、埼玉県川越市の「つばさFC（ファンクラブ）」によるダンス映像がオープニングの一部に使用された。これは海辺潔と今井雅子がそれぞれ「てっぱん」の制作統括と脚本を担当していることから、本作のファンからのエールの意味をこめて応募された。本作の中でサンバダンサーが踊った田谷堰で撮影され、工事現場の誘導灯を持って踊るなど、本作のシーンを再現している。

## 関連項目

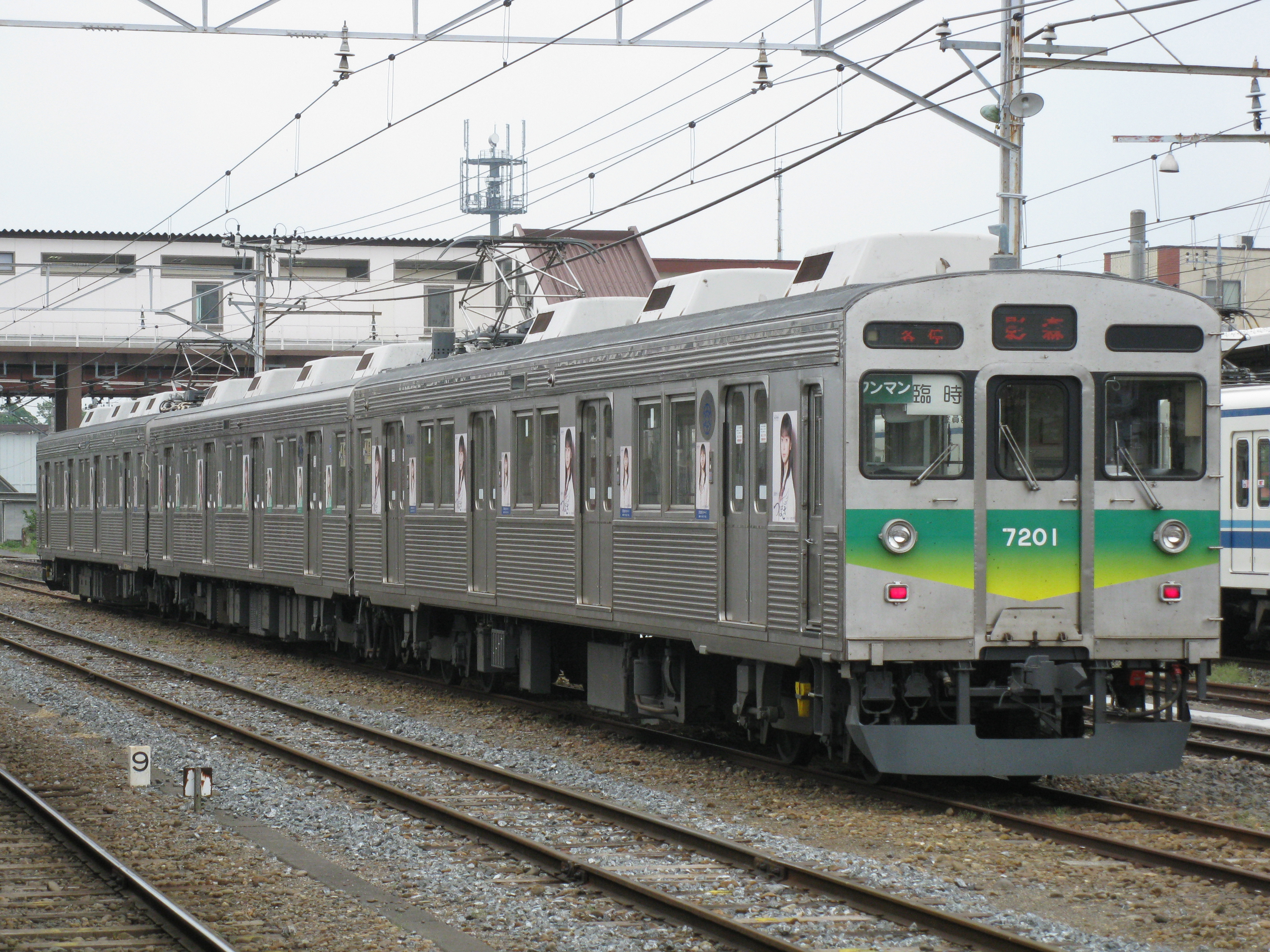
本作のラッピングが施された秩父鉄道7000系電車